# Walhalla (Carolina del Sud)
Walhalla és una població dels Estats Units a l'estat de Carolina del Sud. Segons el cens del 2000 tenia 3.801 habitants.

## Demografia
Segons el cens del 2000, Walhalla tenia 3.801 habitants, 1.558 habitatges i 1.028 famílies. La densitat de població era de 395,6 habitants/km².
Dels 1.558 habitatges en un 30,9% hi vivien nens de menys de 18 anys, en un 45,2% hi vivien parelles casades, en un 16,7% dones solteres, i en un 34% no eren unitats familiars. En el 30,9% dels habitatges hi vivien persones soles el 15,6% de les quals corresponia a persones de 65 anys o més que vivien soles. El nombre mitjà de persones vivint en cada habitatge era de 2,4 i el nombre mitjà de persones que vivien en cada família era de 2,98.
Per edats la població es repartia de la següent manera: un 25,7% tenia menys de 18 anys, un 8,3% entre 18 i 24, un 27,7% entre 25 i 44, un 22,5% de 45 a 60 i un 15,7% 65 anys o més.
L'edat mediana era de 36 anys. Per cada 100 dones de 18 o més anys hi havia 82,8 homes.
La renda mediana per habitatge era de 29.063 $ i la renda mediana per família de 34.184 $. Els homes tenien una renda mediana de 28.445 $ mentre que les dones 21.106 $. La renda per capita de la població era de 15.691 $. Entorn del 14,1% de les famílies i el 17,2% de la població estaven per davall del llindar de pobresa.

## Poblacions més properes
El següent diagrama mostra les poblacions més properes.